# Grégory Lorenzi
Pour les articles homonymes, voir Lorenzi.
Grégory Lorenzi, né le 17 décembre 1983 à Bastia, est un footballeur français devenu dirigeant.
Sa carrière de joueur professionnel, aux postes de défenseur central et latéral gauche, s'étend de 2004 à 2016. Il est depuis 2016 directeur sportif du Stade brestois.

## Carrière

### En club
Formé au SC Bastia, il quitte le club pour rejoindre le centre de formation du FC Nantes en 1999. Il fait alors partie des sélections françaises des moins de 19 ans et des moins de 20 ans. En décembre 2003, il quitte la Loire-Atlantique pour la Belgique et le club de l'Excelsior Mouscron. Il y est titulaire indiscutable au poste d'arrière latéral gauche toute la saison. En juillet 2005, il revient au Sporting Club de Bastia, fraîchement relégué en Ligue 2.
En mai 2008, après avoir passé trois saisons au Sporting Club de Bastia, il signe un contrat de trois ans en faveur du Stade brestois 29 (plus une année en cas de montée en Ligue 1).
Le 6 janvier 2010, il est prêté par le Stade brestois au SC Bastia. Lors de ce mercato d'hiver il avait aussi fait un essai à Swansea. Il réintègre le Stade brestois pour la saison 2010-2011 alors que le club est promu en Ligue 1 et y apparaît pour la première fois lors de la 12e journée du championnat contre le LOSC.
En janvier 2011, il est prêté à l'AC Arles-Avignon, alors dernier de Ligue 1, pour la seconde partie de saison. 
De retour de son second prêt, il a peu de perspectives de temps de jeu avec le Stade brestois et est en contact avec quatre clubs de Ligue 2 pour la saison 2011-2012. Son départ ne se concrétise finalement pas et les nombreuses absences en défense lui permettent d'obtenir du temps de jeu au poste de latéral gauche en début de saison. Ses belles prestations lui permettent de renouveler son contrat pour 3 saisons supplémentaires.
En janvier 2013, il résilie son contrat avec Brest (qui courait jusqu'en 2015) pour s'engager en Belgique, au RAEC Mons. Après un an et demi en Belgique, il rejoint le SSV Jahn Ratisbonne alors dernier en 3. Liga allemande.
Le 25 juin 2015, lors du mercato estival, il fait son retour au Stade Brestois. Deux ans et demi après son départ, il s'engage pour une année plus une autre en option.

### Reconversion

#### Directeur sportif au stade brestois
Grégory Lorenzi met fin à sa carrière sportive professionnelle à l'issue de la saison 2015-2016. Il est alors nommé directeur sportif du Stade brestois.
En septembre 2021, il intègre la 12e promotion 2021-2023 du Diplôme d'université Manager Général du Centre de droit et d'économie du sport de Limoges.
Il réalise un choix fort en janvier 2023 en nommant Éric Roy à la tête de l'équipe première alors que le technicien azuréen n'avait pas entraîné depuis plus de 10 ans. Au terme de la saison 2022-2023, l'équipe se maintient en Ligue 1 en terminant 14e. Le directeur sportif brestois ne dispose que d'une enveloppe réduite pour se renforcer lors du mercato estival 2023. Seuls deux transferts payants ont lieu : l'option d'achat obligatoire en cas de maintien, de l’ordre de 3,25 millions, de Mahdi Camara est levée, et Bradley Locko rejoint le Finistère contre 500 000€,. Malgré ces moyens réduits, le club termine à la troisième place de la saison 2023-2024 de Ligue 1, ce qui lui permet de se qualifier directement pour la phase de poules de la Ligue des Champions,.

## En sélection
Le 19 mai 2010, il honore sa première sélection avec la Corse face à la Bretagne (victoire 2-0).

## Statistiques
| Saison      | Club                    | Pays      | Championnat    | Championnat | Championnat | Championnat  | Championnat  | Coupe de France | Coupe de France | Coupe de la Ligue | Coupe de la Ligue |
| Saison      | Club                    | Pays      | Division       | Matchs      | Buts        | Cartons      | Cartons      | Matchs          | Buts            | Matchs            | Buts              |
| ----------- | ----------------------- | --------- | -------------- | ----------- | ----------- | ------------ | ------------ | --------------- | --------------- | ----------------- | ----------------- |
| Saison      | Club                    | Pays      | Division       | Matchs      | Buts        | Carton jaune | Carton rouge | Matchs          | Buts            | Matchs            | Buts              |
| 2000 - 2001 | FC Nantes B             | France    | CFA            | 1           | -           | -            | -            | -               | -               | -                 | -                 |
| 2001 - 2002 | FC Nantes B             | France    | CFA            | 13          | -           | -            | -            | -               | -               | -                 | -                 |
| 2002 - 2003 | FC Nantes B             | France    | CFA            | 27          | -           | -            | -            | -               | -               | -                 | -                 |
| 2003 - 2004 | FC Nantes B             | France    | CFA            | 15          | -           | -            | -            | -               | -               | -                 | -                 |
| 2003 - 2004 | Excelsior Mouscron      | Belgique  | Jupiler League | 16          | 0           | 2            | 0            | -               | -               | -                 | -                 |
| 2004 - 2005 | Excelsior Mouscron      | Belgique  | Jupiler League | 32          | 2           | 6            | 0            | -               | -               | -                 | -                 |
| 2005 - 2006 | SC Bastia               | France    | Ligue 2        | 26          | 2           | 4            | 1            | 3               | 0               | 2                 | 0                 |
| 2006 - 2007 | SC Bastia               | France    | Ligue 2        | 15          | 2           | 2            | 0            | -               | -               | -                 | -                 |
| 2007 - 2008 | SC Bastia               | France    | Ligue 2        | 35          | 1           | 12           | 0            | 4               | 0               | 2                 | 0                 |
| 2008 - 2009 | Stade brestois          | France    | Ligue 2        | 28          | 2           | 7            | 0            | 2               | 0               | -                 | -                 |
| 2009 - 2010 | Stade brestois          | France    | Ligue 2        | 13          | 2           | 1            | 0            | 2               | 0               | 1                 | 0                 |
| 2009 - 2010 | SC Bastia (prêt)        | France    | Ligue 2        | 19          | 1           | 2            | 0            | -               | -               | -                 | -                 |
| 2010 - 2011 | Stade brestois          | France    | Ligue 1        | 5           | 0           | 0            | 0            | 3-              | -               | 1                 | 0                 |
| 2010 - 2011 | AC Arles-Avignon (prêt) | France    | Ligue 1        | 14          | 0           | 3            | 1            | 0               | 0               | 0                 | 0                 |
| 2011 - 2012 | Stade brestois          | France    | Ligue 1        | 23          | 1           | 5            | 0            | 2               | 0               | 1                 | 0                 |
| 2012 - 2013 | Stade brestois          | France    | Ligue 1        | 16          | 0           | 0            | 0            | 2               | 0               | 2                 | 0                 |
| 2013        | RAEC Mons               | Belgique  | Jupiler League | 15          | 2           |              |              |                 |                 |                   |                   |
| 2013-2014   | RAEC Mons               | Belgique  | Jupiler League | 32          | 2           |              |              | -               | -               | -                 | -                 |
| 2014-2015   | SSV Jahn Ratisbonne     | Allemagne | 2.Liga         | 21          | 1           |              |              | -               | -               | -                 | -                 |
| 2015-2016   | Stade brestois          | France    | Ligue 2        | 33          | 1           | 4            | 0            | 2               |                 |                   |                   |

Au 13 janvier 2013

## Palmarès
En mai 2010 il remporte la Corsica Football Cup avec la Corse.